# كأس اليونان 1958–59
كأس اليونان 1958–59 (باليونانية: Κύπελλο Ελλάδος ποδοσφαίρου ανδρών 1958-59) هو الموسم 17 من كأس اليونان. أشرف على تنظيمه الاتحاد الإغريقي لكرة القدم، وفاز فيه نادي أولمبياكوس.